# Kung Weilie av Zhou
Kung Weilie av Zhou, var en kinesisk monark. Han var kung av Zhoudynastin 425–402 f.Kr.